# Pumpspeicherkraftwerk Waldeck
Das Pumpspeicherkraftwerk Waldeck (umgangssprachlich Pumpspeicherwerke Waldeck I und II) besteht aus zwei Pumpspeicherkraftwerken, zwei Oberbecken (Oberbecken Waldeck I und II) und zwei Freiluftschaltanlagen. Das Pumpspeicherkraftwerk Waldeck befindet sich im Kellerwald am Affolderner See beim Edertaler Ortsteil Hemfurth-Edersee (Ortslage Hemfurth) im hessischen Landkreis Waldeck-Frankenberg in Deutschland. Davon zu unterscheiden sind das Speicherkraftwerk Hemfurth unterhalb der Edertalsperre und das Laufwasserkraftwerk Affoldern am Affolderner See.
Das Pumpspeicherkraftwerk Waldeck mit seinen Oberbecken, das bis zum Jahre 2000 von der Preußischen Elektrizitäts AG betrieben wurde, gehörte anschließend der E.ON Kraftwerke GmbH, einer Tochtergesellschaft der deutschen E.ON AG. Mit der Ausgründung der Uniper gingen alle Wasserkraftwerke 2015 zu Uniper Kraftwerke über.

## Geographische Lage
Das Pumpspeicherkraftwerk Waldeck mit seinen Oberbecken befindet sich westlich bzw. oberhalb des Affolderner Sees, der etwa 2,5 km unterhalb der Edertalsperre zwischen Hemfurth (südliche Ortslage von Hemfurth-Edersee) und Affoldern (jeweils zu Edertal gehörend) an der Eder liegt. Innerhalb der Grenzen des Naturparks Kellerwald-Edersee liegt es im Nordostteil des Nationalparks Kellerwald-Edersee im Bereich zweier direkt benachbarter Erhebungen der im Nordteil des Kellerwaldes befindlichen Ederhöhen: Peterskopf (507,5 m ü. NHN) im Osten und Ermerod (539,2 m) im Westen. Beide sind Nachbarn des Ochsenwurzelskopfs (542,2 m) im Norden und Dicken Kopfs (603,7 m) im Süden bzw. stellen deren Ausläufer dar.

## Pumpspeicherkraftwerke Waldeck I und II

### Zweck der Pumpspeicherkraftwerke Waldeck
Die Pumpspeicherkraftwerke Waldeck wurden erbaut, um zu Schwachlastzeiten überschüssigen elektrischen Strom zum Pumpen von Wasser in die hochgelegenen Oberbecken zu nutzen und zu Spitzenlastzeiten Wasser aus den Oberbecken zur Stromerzeugung zu nutzen. Dies geschieht in Waldeck I und Waldeck II.
Dazu wird in den beiden Pumpspeicherkraftwerken, die als Spitzenlastkraftwerke fungieren, Ederwasser aus dem Affolderner See durch die von den Generatoren angetriebenen Speicherpumpen über die Druckrohrleitungen (Pipelines) in die zwei Oberbecken gepumpt. Zu Spitzenlastzeiten fließt das Wasser durch die Druckrohrleitungen wieder hinab, damit es mit den Wasserturbinen und Generatoren der Pumpspeicherkraftwerke zusammengerechnet bis zu 600 Megawatt (MW) elektrische Leistung bedarfsgerecht erzeugt. Dies ist einer der Gründe, weswegen der Stand des Wasserspiegels im Affolderner See recht unterschiedlich ist.
Beide Pumpspeicherkraftwerke benutzen also den Affolderner See, der auch als Hochwasserrückhaltebecken dient, als Unterbecken. In das Auslaufbauwerk des Affolderner Sees wurde das Laufwasserkraftwerk Affoldern integriert.

### Waldeck I
Das Pumpspeicherkraftwerk Waldeck I (kurz Waldeck I und PSW WA1 genannt) befindet sich am Fuß des nahe dem Einfluss der Eder in den Affolderner See gelegenen Peterskopfs. Das dazugehörende Oberbecken Waldeck I (Oberbecken I) liegt auf dessen westlichem Bergrücken.
Kraftwerk und Oberbecken wurden von 1929 bis 1933 errichtet. Die kommerzielle Stromerzeugung wurde 1931 aufgenommen, 1933 endeten die Bauarbeiten.
Waldeck I wurde errichtet mit vier horizontalen Pumpspeichersätzen, bestehend je aus Francis-Turbine, Generator und zweistufig-zweiflutiger Speicherpumpe.
Im Norden, Osten und Süden ist die Beckenumfassung des Oberbeckens I eine Gewichtsstaumauer aus Stahlbeton, seine Westseite in Richtung Oberbecken II ist durch eine natürliche, aber künstlich abgedichtete Böschung begrenzt.
Vom Einlaufbauwerk der rund 23 m tiefen Gussbetonwanne des Oberbeckens I, das auf 55.000 m² Grundfläche 0,734 Mio. m³ Wasser aufnehmen kann und dessen Stauziel bei 507,25 m Höhe liegt, fließt das Wasser auf der östlichen Bergflanke entlang der Standseilbahn-Trasse der Peterskopfbahn durch zwei Druckrohrleitungen mit 2,20 bis 2,50 m Innendurchmesser hinab in die am Bergfuß im Edertal stehende Maschinenhalle von Waldeck I, deren Hallenboden auf 200,12 m Höhe liegt, was bei Vollstau des Affolderner Sees (204,5 m) knapp unterhalb seiner Wasseroberfläche entspricht. Das Wasser hat – ausgehend vom Einlaufbauwerk des Oberbeckens – insgesamt rund 280 m Höhenunterschied, der den Turbinen bzw. Speicherpumpen zur Verfügung steht. Turbinen und Speicherpumpen haben kurze Verbindungskanäle zum Unterbecken.

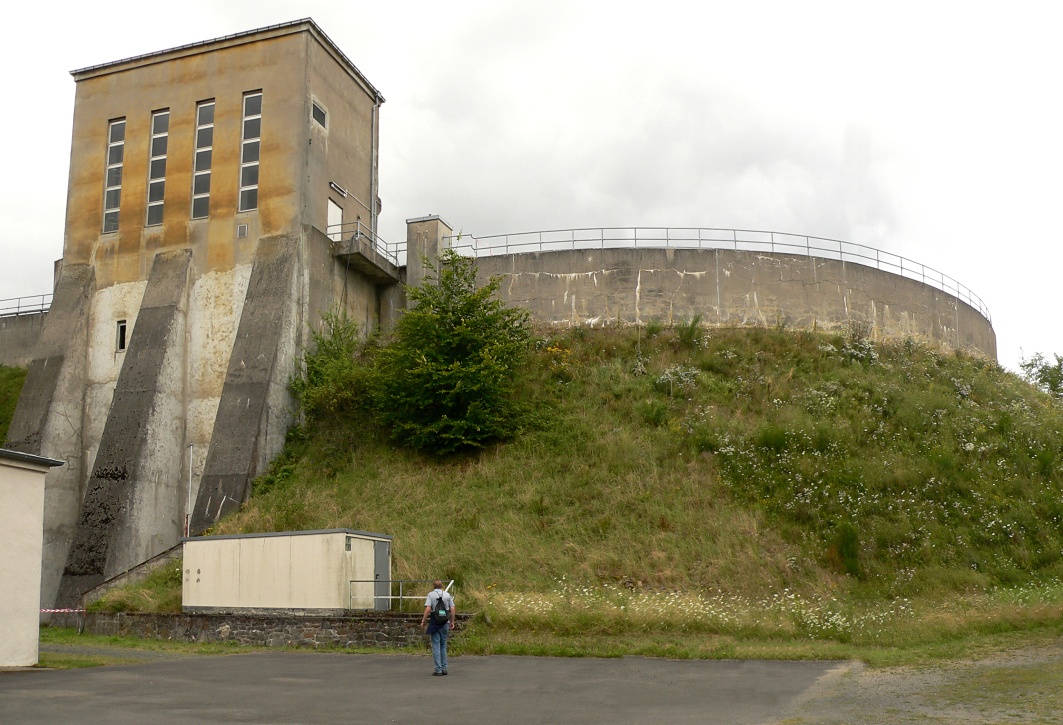
Einlaufbauwerk des Oberbeckens I von Pumpspeicherkraftwerk Waldeck I

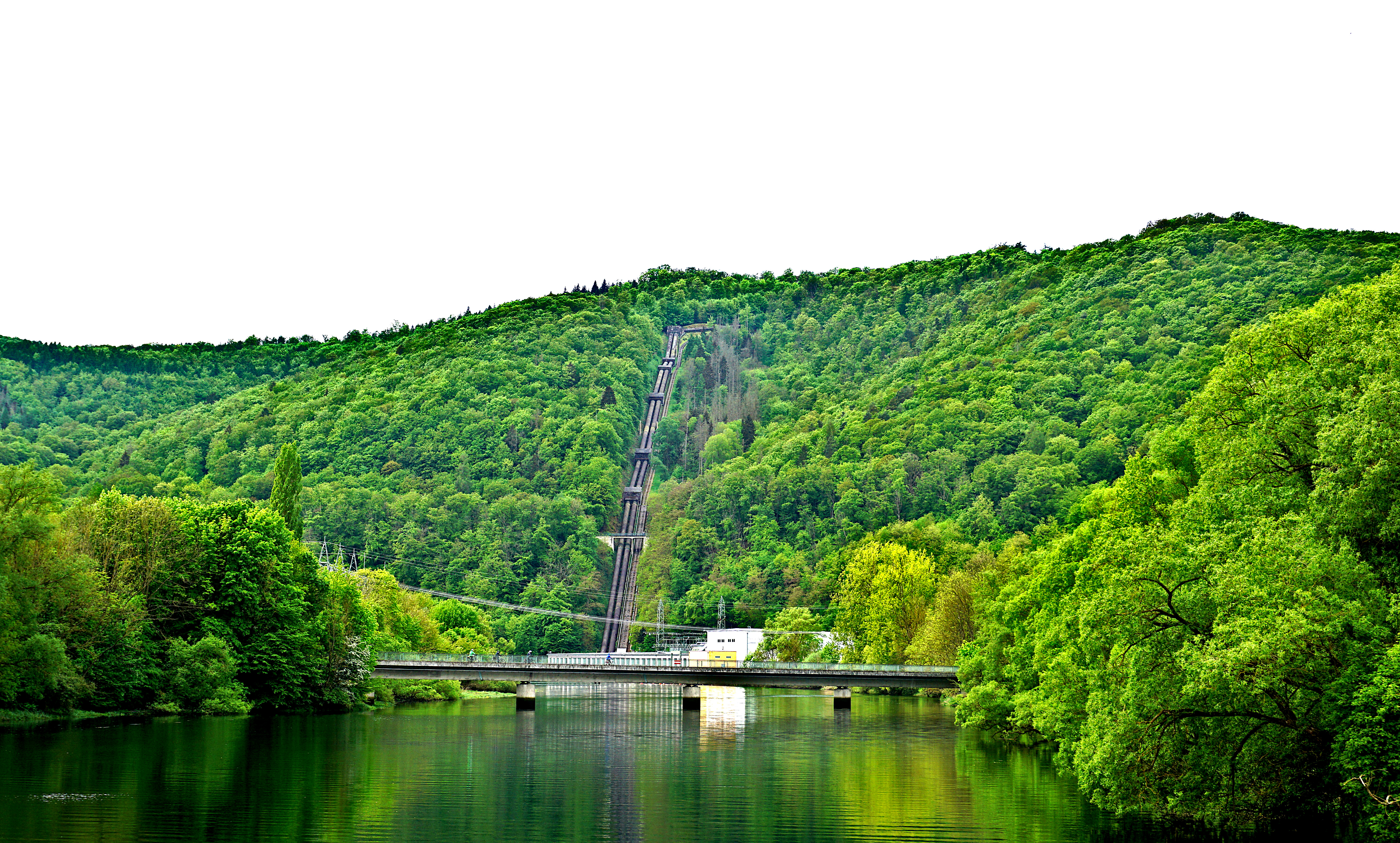
Das Kraftwerk von der Ederbrücke in Hemfurth aus gesehen

Die ursprünglichen vier Francis-Turbinen bzw. vier Speicherpumpen von Waldeck I hatten zusammen eine Leistung von 140 MW bzw. 100 MW. Weil diese Maschinensätze nach 74 Betriebsjahren erneuerungsbedürftig waren, wurde seit April 2006 ein neues Kraftwerksgebäude mit einer neuen, vertikalen Pumpturbine errichtet, die eine Nennleistung von 73 MW als Turbine bzw. 70 MW als Speicherpumpe hat. Außerdem wurden zwei alte Turbinen und deren Generatoren modernisiert. Sie werden weiter benutzt, um eine Minutenreserve bereitstellen zu können. Die zwei anderen Turbinen und deren Generatoren, sowie die vier Speicherpumpen usw. wurden stillgelegt. Nun wird also mit den zwei modernisierten Turbinen und der Pumpturbine eine gesamte Turbinenleistung von 145 MW erreicht. Das neue Kraftwerk wurde zwischen der Ausbildungswerkstatt und dem bestehenden Krafthaus errichtet. Am 20. April 2010 wurde die neue Anlage eingeweiht.
Die geographischen Koordinaten der am Fuß des Peterskopfs stehenden Gebäude des Pumpspeicherkraftwerks Waldeck I sind (für die Koordinaten vom Oberbecken Waldeck I siehe in rechts stehender Infobox): 51° 9′ 59,6″ N, 9° 2′ 46,7″ O.

### Waldeck II
Das Pumpspeicherkraftwerk Waldeck II (kurz Waldeck II und PSW WA2 genannt) befindet sich in einer künstlich geschaffenen Kaverne des nahe dem Einfluss der Eder in den Affolderner See gelegenen Peterskopfs. Das dazugehörende Oberbecken Waldeck II (Oberbecken II) liegt auf der für das Becken abgetragenen bzw. ausgemuldeten Kuppe von dessen westlichem Nachbarberg Ermerod.
Das Kraftwerk wurde von 1969 bis 1974 und das Oberbecken von 1970 bis 1973 errichtet, also jeweils rund vier Jahrzehnte nach dem Bau des Pumpspeicherkraftwerks Waldeck I und Oberbeckens I.
Waldeck II wurde errichtet mit zwei vertikalen Pumpspeichersätzen, bestehend je aus Francis-Turbine, Generator und einstufiger Speicherpumpe.
Vom Einlaufbauwerk des Oberbeckens II, das 4,74 Mio. m³ Wasser aufnehmen kann und dessen Stauziel bei 540,7 m Höhe – also 34,2 m höher als das deutlich kleinere Oberbecken I – liegt, fließt das Wasser innerhalb des Peterskopfs durch eine Druckrohrleitung mit 5,75 m Innendurchmesser hinab in die im Berg befindliche Kaverne von Waldeck II, deren Hallenboden auf 148,5 m Höhe liegt. Wegen der unterirdischen Lage bezeichnet man dies als Kavernenkraftwerk. Das Wasser hat – ausgehend vom Einlaufbauwerk des Oberbeckens – insgesamt rund 360 m Höhenunterschied, der den Turbinen bzw. Speicherpumpen zur Verfügung steht. Die Kaverne ist etwa 100 m lang, 54 m hoch und 33 m breit.
Aus der Kaverne fließt das Wasser innerhalb des Peterskopfs durch einen mehrere Hundert Meter langen, unterirdischen Stollen mit 7,5 m Innendurchmesser vorbei an dem im Berg befindlichen Wasserschloss, das den beim Schließen und Öffnen der Turbinen und Speicherpumpen entstehenden Druckstoß im Stollen durch Auspendelmöglichkeit im Wasserschloss vermindert, weiter zum Unterbecken, dessen Wasseroberfläche bei Vollstau auf 204,5 m Höhe liegt.
Das Einlaufbauwerk des Oberbeckens II besteht aus zwei auf dem Beckenboden direkt aneinander gebauten Bauwerken mit insgesamt vier Toren und den jeweiligen Treibgut-Rechen. Das linke Bauwerk ist für Waldeck II, das rechte wurde beim Beckenbau für das geplante, aber nicht verwirklichte Pumpspeicherkraftwerk Waldeck III mit angelegt.
Waldeck II hat zwei Maschinensätze mit jeweils einer Francis-Turbine mit 240 MW Leistung, einer Speicherpumpe mit gleicher Leistung und einem Generator. Durch umfangreiche Revisionsarbeiten und verbesserte Turbinenlaufräder stieg die Leistung der Turbinen von jeweils 220 auf 240 MW. Insgesamt hat Waldeck II eine installierte Leistung von 480 MW.
Die Staudammkrone vom Oberbecken II liegt auf 541,5 m Höhe. Die Dammhöhe über der Gründung ist nicht allgemeingültig anzugeben, da das Gelände sehr unregelmäßig und die Gründungssohle schräg ist. Je nach Bezugspunkt sind Angaben zwischen 20 und 56,5 m möglich.
Am Rand vom Oberbecken II liegt die Aussichtsplattform Peterskopf mit einem daran angegliederten Sendeturm für Mobilfunk.
Die geographischen Koordinaten der im Peterskopf befindlichen Kaverne des Pumpspeicherkraftwerks Waldeck II sind etwa (für die Koordinaten vom Oberbecken Waldeck II siehe in rechts stehender Infobox): 51° 9′ 53″ N, 9° 2′ 20″ O.

### Freiluftschaltanlagen

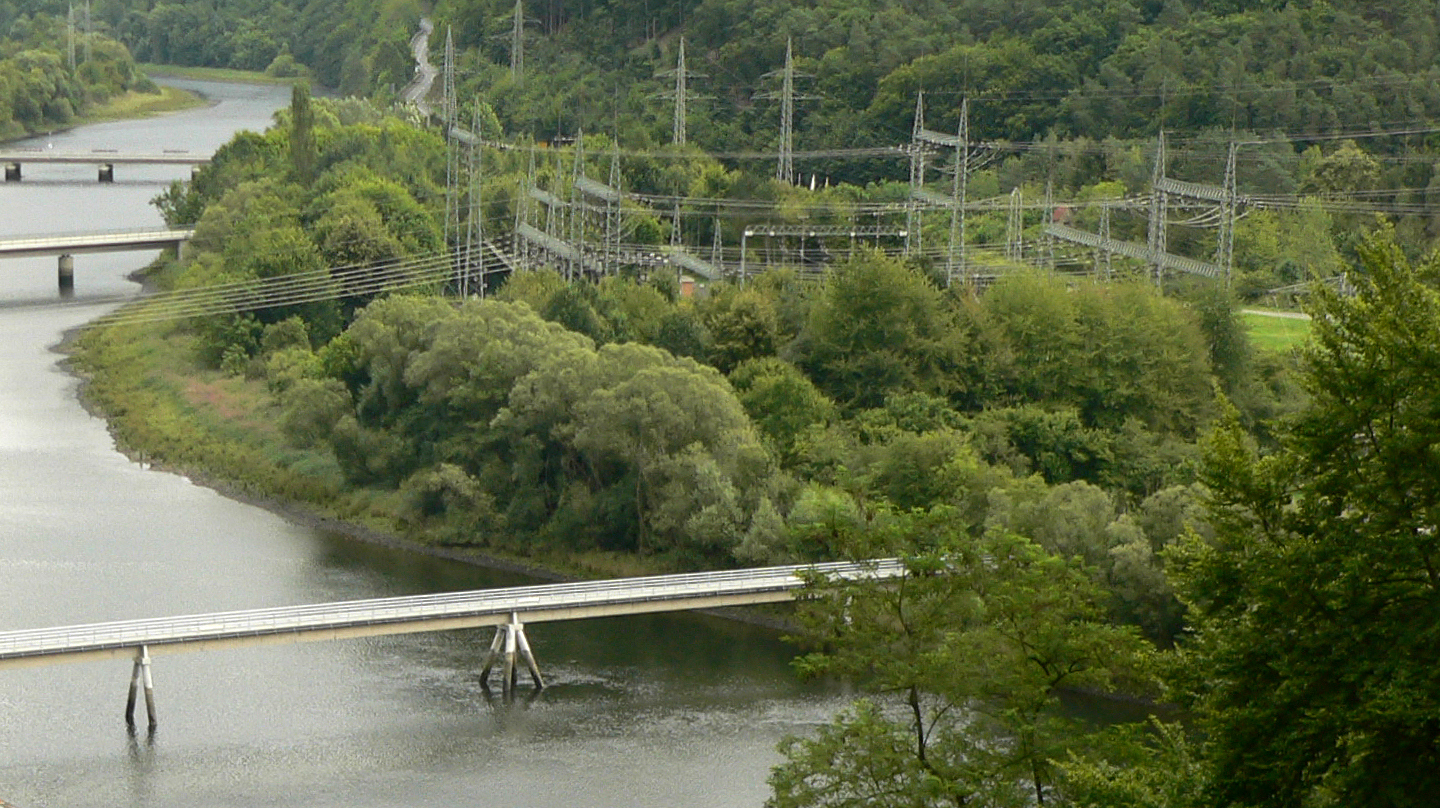
Freiluftschaltanlage

Jenseits und damit östlich der Eder befinden sich 2 Freiluftschaltanlagen, die durch eine über den Fluss führende Stromkabelbrücke (für Waldeck I; 110 kV) sowie durch (etwas weiter nördlich den Fluss überspannende) Hochspannungsleitungen (für Waldeck II; 380 kV) mit den Pumpspeicherkraftwerken verbunden sind.
Die geographischen Koordinaten der im Edertal befindlichen Freiluftschaltanlagen sind: 51° 10′ 0″ N, 9° 3′ 0″ O.
Waldeck I ist über die Freiluftschaltanlage mit dem 110-kV-Hochspannungsnetz von Avacon und Waldeck II mit dem 380-kV-Höchstspannungsnetz von Tennet TSO verbunden.

### Kraftwerks-Erweiterung Waldeck II+
E.ON hat Planungen zur Erweiterung von Waldeck II durchgeführt. Die Genehmigung dafür wurde im Jahr 2011 erteilt.
Dabei sollte in einer weiteren Kaverne, jener von Waldeck II+, eine Pumpturbine mit einer Leistung von 300 MW errichtet werden und über Druckrohrleitungen mit dem Oberbecken II und dem Affolderner See verbunden werden. Für das Projekt wurden Investitionen von 250 Millionen Euro geplant, die Inbetriebnahme sollte im Jahr 2016 liegen. Durch diese Erweiterung würde sich – zusammen mit der Modernisierung der zwei Turbinen von Waldeck II – die Leistung des Pumpspeicherkraftwerks Waldeck auf 920 MW erhöhen. Die Pläne zum Bau dieser neuen Pumpturbine II+ wurden auf Eis gelegt. Im Februar 2014 wurde lediglich die Planung zur Erhöhung des Speichervolumens wieder aufgenommen. Im Jahr 2014 wurde dann die Dammkrone erhöht und so das Speichervolumen und damit die im Oberbecken II speicherbare Energie um 11 % vergrößert.

## Tourismus

### Peterskopfbahn

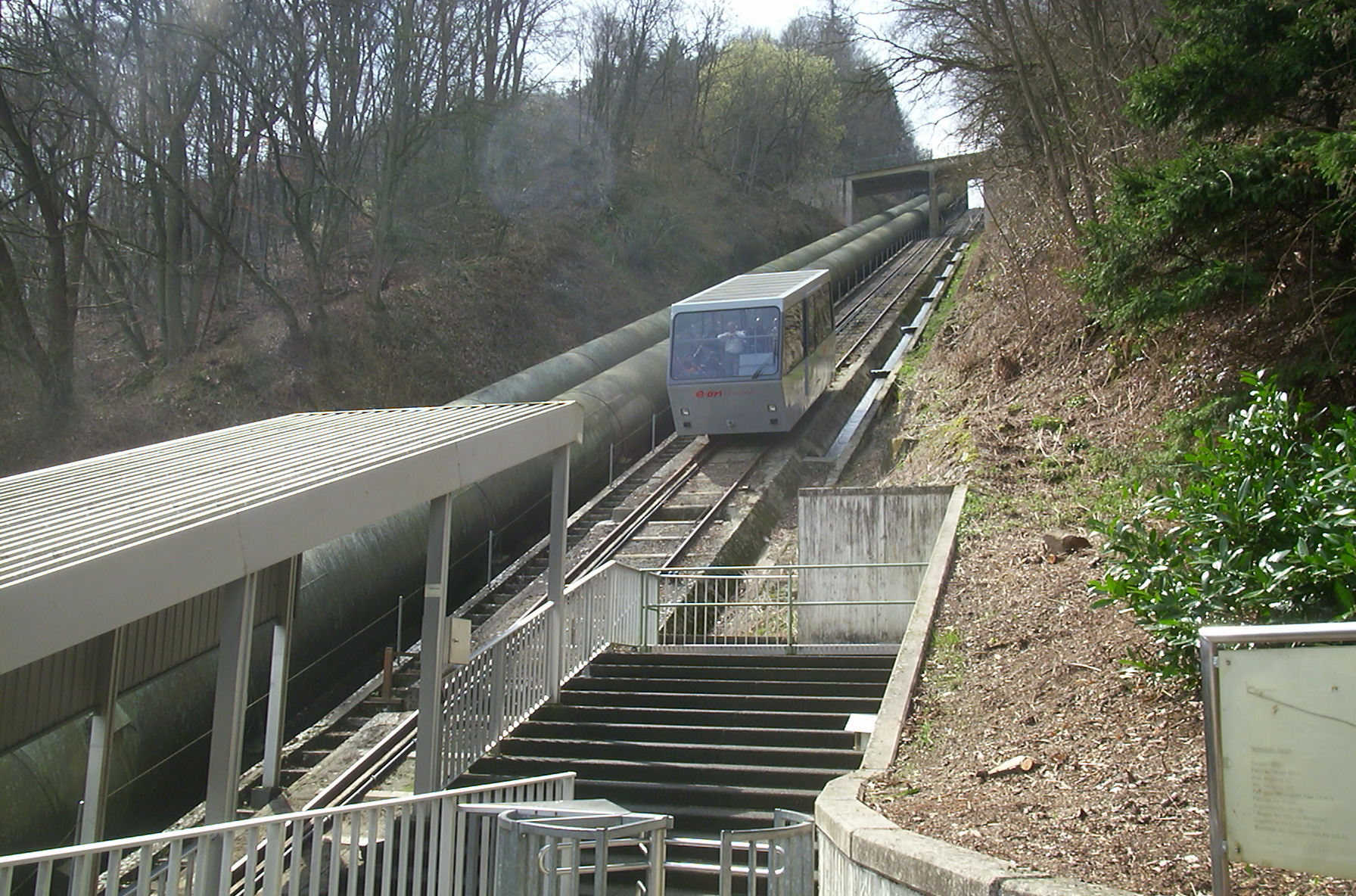
Peterskopfbahn neben den Druckrohrleitungen von Waldeck I

Mit der Peterskopfbahn kann man von Hemfurth bzw. vom Affolderner See zu den beiden Oberbecken auf dem Peterskopf und Ermerod fahren.

### Aussichtsplattform Peterskopf
Am Rand des Oberbeckens II gibt es die Aussichtsplattform Peterskopf (siehe Abschnitt Tourismus und Einrichtungen des Peterskopf-Artikels) auf 540,58 m Höhe. Von dort fällt der Blick unter anderem zum Edersee, zum Affolderner See, in den Kellerwald und zum Hohen Habichtswald.